# Yūzonsha
Yūzonsha (japanisch 猶存社, etwa „Gesellschaft der Überlebenden“) war eine japanische politische Organisation des rechten Flügels in den 1920er-Jahren in Japan.

## Übersicht
Im Jahr 1918 gründeten Ōkawa Shūmei, Kita Ikki und Mitsukawa Kametarō (満川 亀太郎; 1888–1936) die Rōsōkai (老壮会), die „Gesellschaft der Alten und der Jungen“, um soziale Probleme zu diskutieren. Da für Ōkawa, Kita und Mitsukawa, Mitglieder des rechten Flügels der Gesellschaft, die Ziele zu schwach formuliert waren, schlossen sie sich im April 1919 zur „Yūzonsha“ zusammen, so genannt nach einem Gedicht von Tao Yuanming, als neue Plattform für ihre rechten Ziele. Neben diesen drei Schlüsselfiguren waren Kanokogi Kazunobu, Iwata Fumio (岩田富美夫; 1891–1943), Shimizu Gyōnosuke (清水行之助; 1895–1980), Ayakawa Takeharu (綾川武治; 1991–1966), Kasaki Yoshiaki (笠木良明; 1894–1955), Yasuoka Masahito (安岡正篤; 1898–1983) Mitglieder dieser Vereinigung.
Die Yūzonsha setzte sich ein für eine Reorganisation Japans, wie sie Kita in seinem unter der Hand gedruckten Buches „Nihon kaizō hōan taikō“ (日本改造法案大綱), „Grundlage für einen Gesetzesentwurf zur Neugestaltung Japans“, darstellte. Die Gesellschaft rief auf zu „Nihon teikoku no kaizō to Ajia no kaihō“ (日本帝国の改造とアジア民族の解放) – zur „Neuformierung des japanischen Kaiserreichs und Befreiung Asiens“.
1923 löste sich die Yūzonsha auf, als Kita und Ōgawa sich über das taktische Vorgehen nicht einigen konnten. Obwohl die Yūzonsha wenig erreicht hatte, wurde sie doch zum Ausgangspunkt einer Reihe von rechten Vereinigungen. Kita wurde später als einer der geistigen Vorbereiter des Putschversuches vom 26. Februar 1936 zum Tode verurteilt.